# Platja de la Caracola
La platja de la Caracola és una platja d'arena del municipi de Benicarló a la comarca del Baix Maestrat (País Valencià).
Prop de la carretera que uneix Benicarló amb Peníscola, limita al nord amb la rambla d'Alcalà que la separa de la platja del Gurugú i al sud amb la platja Nord de Peníscola. Té una longitud de 800 m, amb una amplària mitjana de 15 m.
Disposa d'accés per carrer i carretera. Compta amb pàrquing delimitat al passeig del Papa Luna, via de comunicació amb el centre urbà. Està balitzada.
Aquesta platja compta amb el distintiu de Bandera Blava des de 2003.